# Alía
Alía es un municipio y localidad española de la provincia de Cáceres, en la comunidad autónoma de Extremadura, situado en el extremo sureste de la provincia. Está incluido en la comarca de Las Villuercas y pertenece al partido judicial de Logrosán
Su término municipal tiene una superficie de 599,40 km², que lo confiere en el séptimo más grande de la comunidad; con una altitud media de 581 m sobre el nivel del mar. Cuenta con una población de 746 habitantes (INE 2024), dividida en varios núcleos urbanos: el de la propia villa junto con las pedanías de La Calera, Pantano de Cíjara, Puerto del Rey y caseríos de menor importancia. La localidad más cercana es Guadalupe. A los naturales de Alía se les llama alianos, jalianos o galianos.
Fue fundada en la Edad Media, en tiempos de al-Ándalus, y su nombre procede del árabe. En 1756 se le concedió a Alía el título de villa. Durante la guerra civil española, Alía fue el único municipio de la provincia de Cáceres que permaneció en territorio de la República.
A Alía le pertenecen tres pedanías, Cíjara, Puerto Rey (compartida con Sevilleja de la Jara) y La Calera, además de otros caseríos importantes como San Juan y Almansa.

## Toponimia
El nombre de Alía procede del árabe ʿĀliya (عالية), que significa "alta", quizá debido a que la población se halla situada sobre una colina.

## Símbolos

### Escudo
El escudo heráldico de Alía fue aprobado mediante la "Orden de 23 de junio de 1988, de la Consejería de la Presidencia y Trabajo, por la que se aprueba el Escudo Heráldico del Municipio de Alía (Cáceres)", publicada en el Diario Oficial de Extremadura el 5 de julio de 1988, luego de haber aprobado el escudo el ayuntamiento el 25 de marzo de 1987 y haber emitido informe la Real Academia de la Historia el 10 de junio de 1988. El escudo se define así:

Escudo de gules, la rueda de Santa Catalina de oro surmontada de espada de plata encabada en oro, puesta en situación de faja. Al timbre Corona Real cerrada.

### Bandera
La bandera de Alía fue aprobada mediante la "Orden de 10 de febrero de 2003, por la que se aprueba la Bandera Municipal, para el Ayuntamiento de Alía", publicada en el Diario Oficial de Extremadura el 22 de febrero de 2003 y aprobada por la consejera de Presidencia María Antonia Trujillo, luego de haber aprobado la bandera el ayuntamiento el 30 de octubre de 2002 y haber emitido informe el Consejo Asesor de Honores y distinciones de la Junta de Extremadura el 6 de febrero de 2003. La bandera se define así:

Bandera rectangular de proporción 2:3, formada por un paño blanco, cargado en su centro del escudo municipal en sus colores.

## Geografía

### Localización

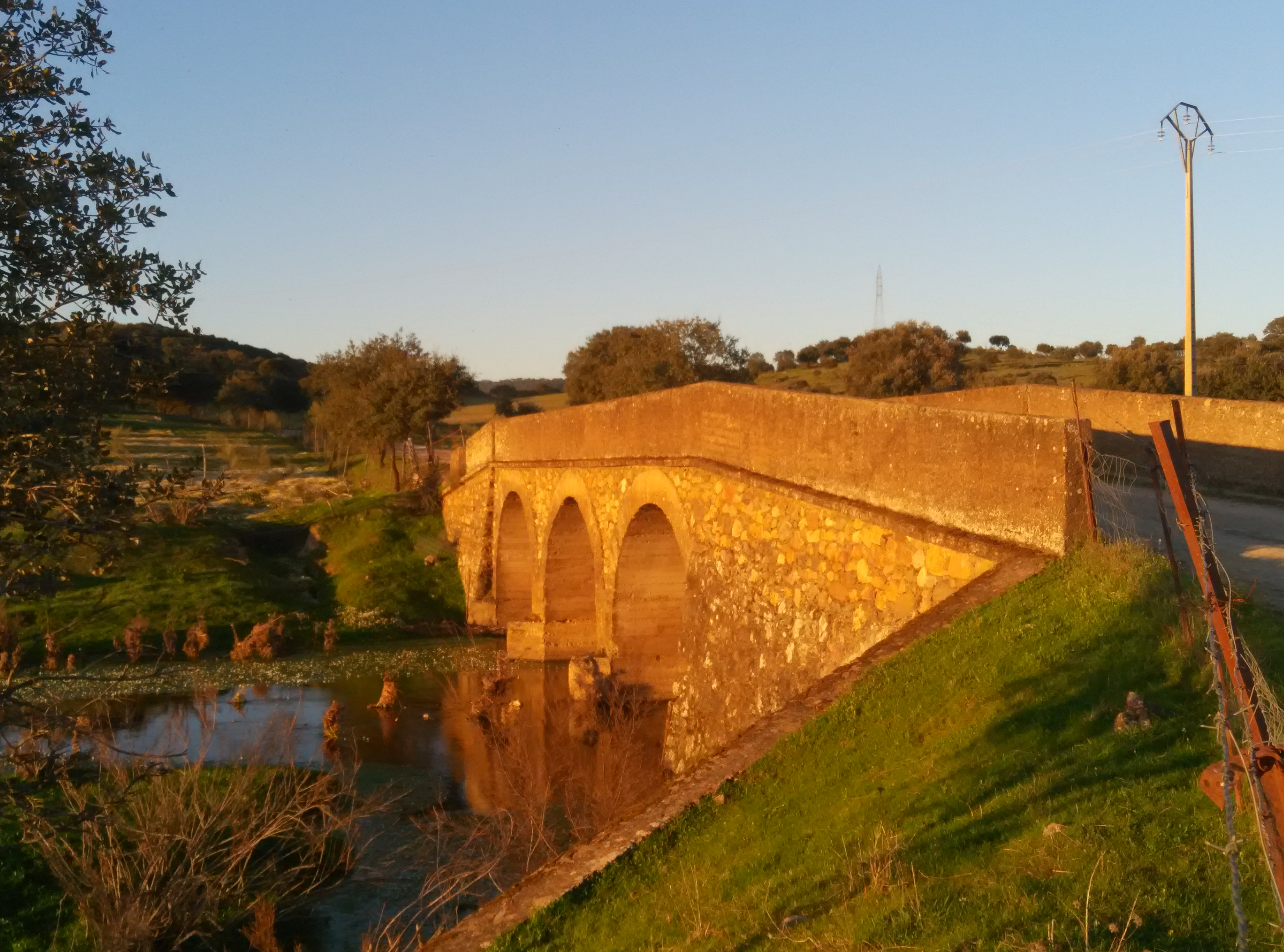
Puente

Integrado en la comarca de Las Villuercas de la provincia de Cáceres, se sitúa a 133 km de la capital provincial. El término municipal está atravesado por la carretera nacional N-502, entre los pK 190 y 203, por la carretera autonómica EX-102, que conecta con Guadalupe y Puerto de San Vicente, y por una carretera local que se dirige hacia Castilblanco.
El término municipal tiene los siguientes límites:
| Noroeste: Villar del Pedroso    | Norte: Villar del Pedroso                              | Noreste: Mohedas de la Jara (Toledo)                                       |
| Oeste: Guadalupe y Cañamero     |                                                        | Este: Puerto de San Vicente (Toledo)                                       |
| Suroeste: Talarrubias (Badajoz) | Sur: Valdecaballeros (Badajoz) yCastilblanco (Badajoz) | Sureste: Sevilleja de la Jara (Toledo) y Helechosa de los Montes (Badajoz) |

### Orografía
El relieve del municipio es muy variado. Por el norte y el este se extiende la sierra de Altamira que, perteneciente a los Montes de Toledo, hace de límite natural entre Extremadura y Castilla-La Mancha. En el extremo sureste aparece el embalse de Cíjara, que represa las aguas del río Guadiana antes de pasar a la provincia de Badajoz. La zona central y el sur está ocupada por los valles de los ríos Guadarranque y Guadalupe, separados por la sierra de la Mimbrera (882 m). Por el oeste, conecta con el municipio de Guadalupe y al noroeste con el valle del río Ibor y la sierra de Las Villuercas. Por el norte, la sierra de la Palomera se levanta entre las de Altamira y Las Villuercas, separando las vertientes del Tajo (río Ibor) y del Guadiana (río Guadarranque).
La altitud oscila entre los 1441 m (pico Cervales) al norte, en la sierra de la Palomera, y los 370 m a orillas del río Guadarranque. El pueblo se alza a 583 m sobre el nivel del mar.

### Hidrografía
El principal río de la zona oriental el Guadarranque, que desemboca en el pantano de Cíjara, cabecera del Plan Badajoz. En la parte occidental del municipio, el río más importante es el río Guadalupe. Todos estos ríos forman parte de la cuenca hidrográfica del Guadiana. Al noroeste del término se sitúan el río Ibor y sus primeros afluentes, de la cuenca hidrográfica del Tajo.

## Historia

### Origen
Alía es un pueblo de origen árabe con presencia de una notable arquitectura de estilo mudéjar. Fue conquistada por Alfonso IX.

### Edad Moderna
El pueblo de Alía no fue pródigo en contribución a la conquista americana ya que solamente tres de sus vecinos contribuyeron al proceso. Entre ellos el que más se destaca es Diego Sánchez Paniagua, quien después de participar en la conquista del Nuevo Reino de Granada (la actual Colombia), marchaba a la conquista del territorio peruano y se enrolaba en la tropa de Lope de Aguirre.
El rey Carlos III concedió a este pueblo el título de villa en 1756.

### Edad Contemporánea
En tiempos de la revolución francesa la población de Alía era de 422 vecinos y con 50 que comprendía la pedanía de La Calera, en total comprendían 472 habitantes. En la villa había 4 alfareros, 12 tejedores de lienzos, 10 alarifes, 7 zapateros, 1 sastre y 12 molineros.
Alía perteneció hasta 1833 a la región de Castilla la Nueva, concretamente al partido de Talavera en la provincia de Toledo. Sin embargo, a la caída del Antiguo Régimen la localidad se constituye en municipio constitucional, entonces conocido como Alía y Calera, y pasa a formar parte de manera arbitraria de la región de Extremadura quedando desde 1834 integrada en partido judicial de Logrosán que en el censo de 1842 contaba con 570 hogares y 3122 vecinos.
Alía fue la única localidad de la provincia de Cáceres que permaneció durante la guerra civil española en poder de La República. Al producirse el levantamiento militar en 1936, el pueblo siguió la suerte de la provincia, uniéndose al mismo; sin embargo, la aparición en la zona de la Columna Fantasma del capitán Uribarri, hizo que cambiara de manos. Como consecuencia, un buen número de vecinos, a los que se consideraba simpatizantes de la causa nacional, personas de derechas y propietarios en general, fueron asesinados. En el mes de agosto de 1938 fue ocupado por las tropas nacionales en el curso de una operación secundaria llevada a cabo por el ejército del centro, que culminó en la conquista de la Bolsa de la Serena. Terminada la guerra, la autoridad militar instruyó diligencias contra los que no lograron escapar del país, y un total de 27 vecinos del pueblo encartados en aquellos sucesos, fueron fusilados en las tapias del cementerio de Alía a las 10 horas el 28 de agosto de 1942, bajo la orden de teniente coronel de la Guardia Civil, Manuel Gómez Cantos, máxima autoridad militar en Extremadura.
En el año 2017 contaba con 865 habitantes, lo que daba una densidad de población de 1,44 hab./km².

## Demografía
Alía cuenta con una población de 746 habitantes (INE 2024).
| Gráfica de evolución demográfica de Alía entre 1842 y 2021                                                          |
| |
| Población de derecho según los censos de población del INE Población de hecho según los censos de población del INE |

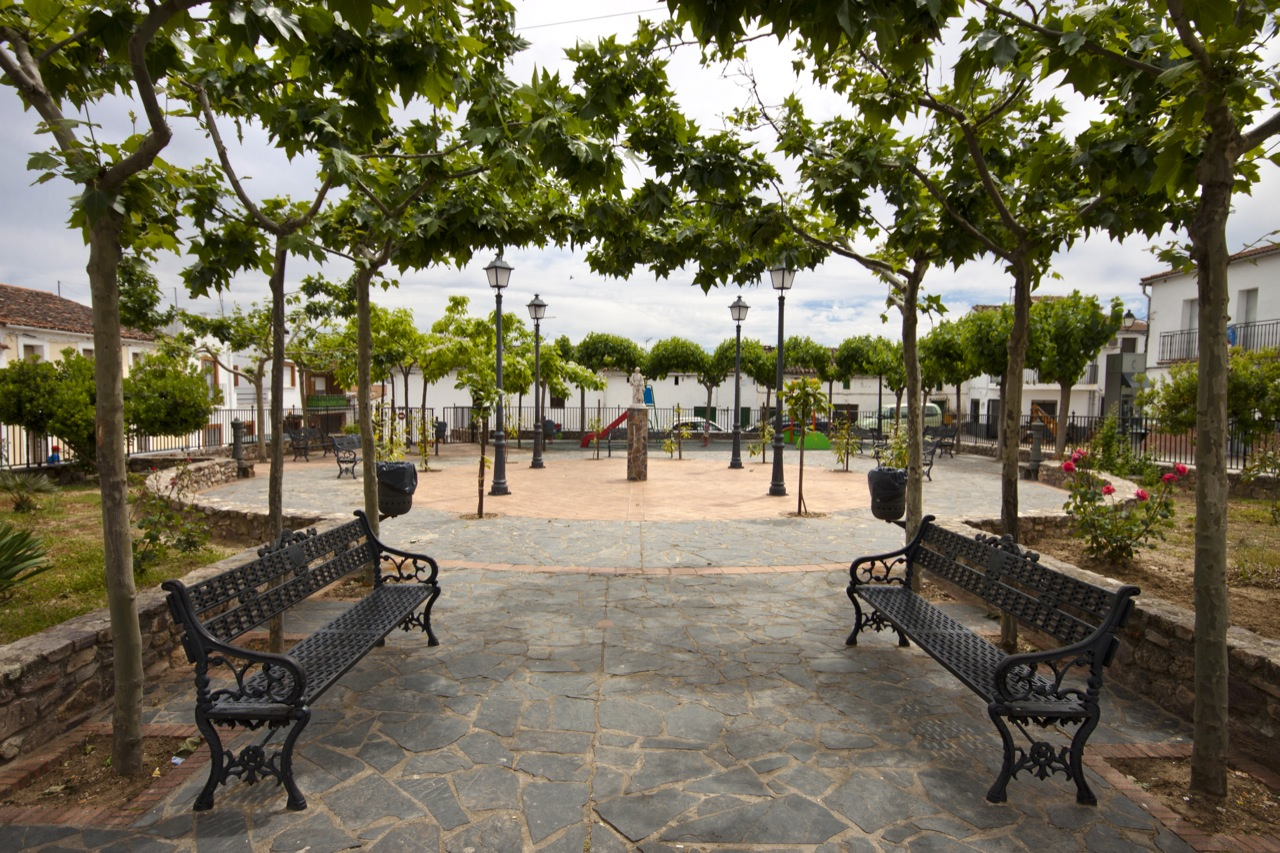
Plaza con arbolado

A lo largo del siglo XX la población ha oscilado entre los tres mil y los cuatro mil habitantes. A partir de 1940 comenzó a crecer la población, hasta llegar a su punto más alto en 1950 con puntos 
Posteriormente la población decreció de forma acusada, principalmente entre los años 1960 y 1980: en 1960, 4419 habitantes; en 1970, 2869; en 1980, 2235. Los saltos migratorios más importantes se produjeron entre 1966-1970 con el -28,4 %. En la década de los 1980 el municipio se estancó en población, con un escaso saldo migratorio negativo de -6,1 %. En 1986 contaba con 2057 habitantes, con una densidad de población de 3,4 habitantes por kilómetro cuadrado. Mientras que en el año 2000 la tendencia a la baja se acentuó aún más, con un censo que apenas alcanzaba los 1371 efectivos demográficos.
La población se distribuye así entre los distintos núcleos de población del municipio:
| Localidad          | 2002 | 2005 | 2008 | 2011 | 2014 |
| ------------------ | ---- | ---- | ---- | ---- | ---- |
| Alía (villa)       | 1084 | 961  | 883  | 814  | 734  |
| Alía (diseminados) | 19   | 16   | 15   | 50   | 55   |
| La Calera          | 124  | 19   | 97   | 77   | 69   |
| Guadisa            | 0    | 8    | 0    | 0    | 0    |
| Pantano de Cijara  | 74   | 154  | 69   | 71   | 66   |
| Puerto del Rey     | 20   | 5    | 4    | 16   | 12   |
| Total              | 1321 | 1163 | 1068 | 1028 | 936  |

## Comunicaciones
La principal carretera del municipio es la EX-102 que, pasando por la capital municipal, une Miajadas con Castilla-La Mancha.

## Servicios públicos

### Educación
Alía cuenta con su propio colegio público, el CP Licinio de la Fuente, que cuenta con una unidad para educación infantil y tres para primaria. Los alumnos de secundaria asisten al IESO Las Villuercas de Guadalupe, pudiéndose estudiar bachillerato y ciclos formativos en el IES Mario Roso de Luna de Logrosán.

### Sanidad
Pertenece a la zona de salud de Guadalupe dentro del área de salud de Cáceres. Hay consultorios de atención primaria en Alía y La Calera. No hay ningún establecimiento sanitario privado registrado a fecha de 2013, por lo que en algunos servicios sanitarios como ópticas o clínicas dentales depende de poblaciones cercanas de mayor tamaño. El municipio cuenta con una sola farmacia, que coordina sus turnos de guardia con las de Cañamero, Guadalupe y Logrosán.

## Patrimonio

### Arquitectura civil

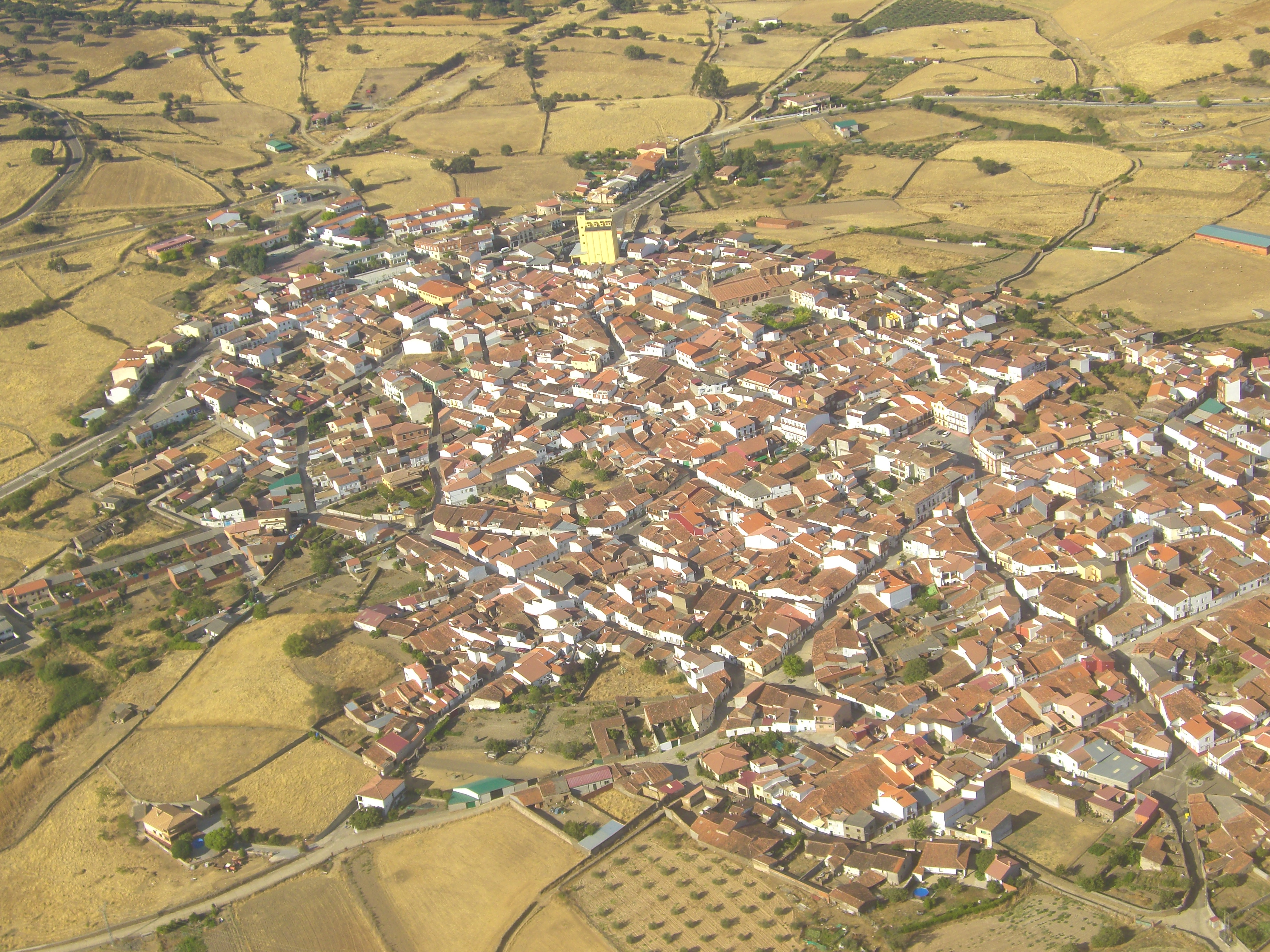
Vista general de Alía desde el aire

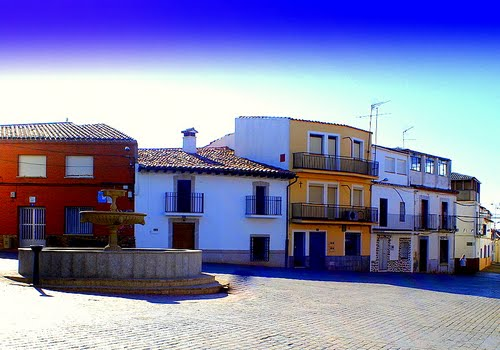
Plaza de España

La arquitectura urbana está formada principalmente por casas que suelen ser de planta baja y una planta de piso. A consecuencia de la climatología estas casas se han adaptado a ella construyendo un patio o "corral" interior para así poder soportar el calor veraniego, además todas las paredes están pintadas de blanco para evitar mucha atracción solar.
Otro ejemplar de la arquitectura civil que se halla en esta villa es el edificio nombrado el Silo. Este edificio se encuentra en perfecto estado de conservación y aunque en la actualidad no tiene ninguna función, sí la tuvo en tiempos pasados, cuando era destinado al almacenamiento del trigo y otros cereales.

### Arquitectura religiosa

#### Ermita Virgen de la Concepción

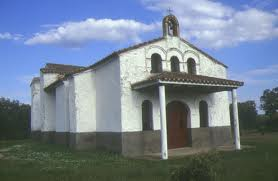
Ermita de la Concepción

En la dehesa nos encontramos con una singular construcción en la que destaca su frontal compuesto de arco de medio punto flanqueado por dos alargadas ventanas. Un pequeño soportal guarece la entrada y tres ventanales rematan el conjunto dándole una vistosidad irrepetible. En la fiesta del 1 de mayo los alianos se dirigen a esta romería montados a caballo.

#### Ermita San Isidro
Junto a la piscina municipal se halla la ermita de San Isidro. Esta construcción es de planta rectangular, con un tejado de madera a doble vertiente. En ambos laterales del edificio se observan dos aberturas de arco ojival. La entrada de arco de medio punto esta guarecida por un pequeño portal.

#### Templete Virgen de la Concepción
Este templete dedicado a la Virgen de la Concepción está situado en la carretera de Extremadura dirección a Guadalupe a unos 3 km de la villa de Alía. Este templo se caracteriza por sus oberturas de arco de medio punto sustentadas por unas columnas. La Virgen está representada en un mosaico de azulejos enmmarcada por una peana de piedras.

### Espacios naturales protegidos
Las "Sierras de Villuercas e Ibores" es una Zona de Especial Protección para las Aves (ZEPA), denominación de la Directiva Aves (79/409/CEE), a través de la cual se pretende la conservación de las poblaciones actuales en la comarca.

## Patrimonio inmaterial

### Festividades
- Las candelas, el 2 de febrero. Fiesta en honor de la Virgen donde la madrina y sus ayudantas preparan rosquillas.
- Semana Santa, Viernes de Dolores. Fiestas patronales en La Calera, con celebración de verbenas y procesiones en esta pedanía.
- Romería de la Concepción, el 1 de mayo.
- Romería de la cruz, el 3 de mayo en La Calera.
- Romería de San Isidro, el 15 de mayo. Día en el campo en el que los principales protagonistas son las asociaciones de agricultores, de ganaderos y la tercera edad.
- Virgen del Carmen, el 16 de julio. Fiestas locales en el poblado del Cíjara.
- Fiestas populares de Alía, del 13 al 15 de agosto.
- Fiestas patronales de Santa Catalina, el 25 de noviembre. A la fiesta se la acompaña de una semana cultural que acoge muestras de todo tipo.

### Tradiciones
En el municipio hay varias personas que siguen realizando obras de artesanía tradicional de la zona. Hay artesanos de telares, madera y silletero.

### Gastronomía
Los platos típicos del municipio derivan del cerdo y de la caza. Destacan la caldereta extremeña, el cabrito a la brasa y los venados, perdices y conejos. Las migas, el gazpacho y el rebolado son otros platos importantes. En repostería hay roscas de candelilla, buñuelos, perrunillas, mantecados, quitamonchis, encanutados, rosca candelaria, leche guisada, arroz con leche y buñuelos con leche.

## Deportes

### Caza

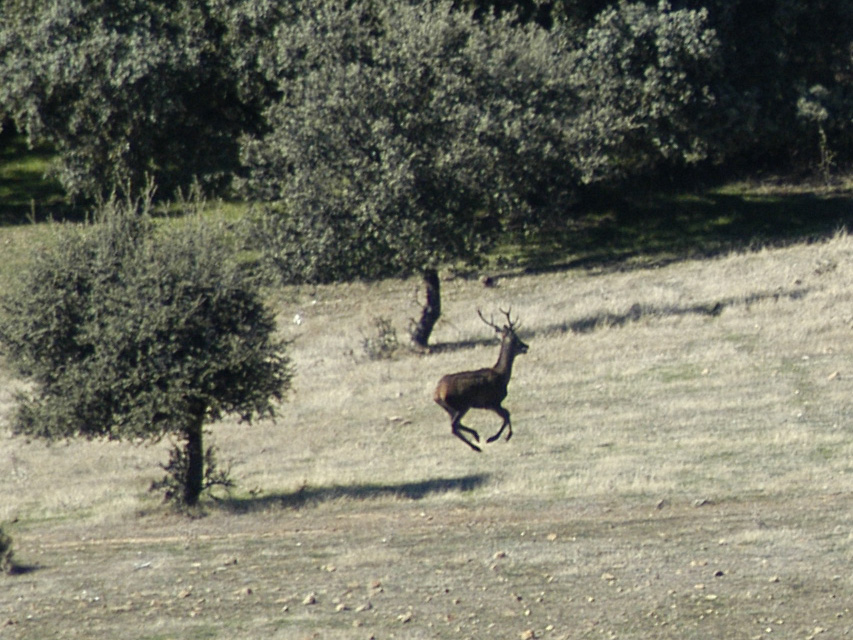
Ciervos en Alía

La villa de Alía es un área de gran importancia. Una idea de la proliferación cinegética que tuvo en sus tiempos, nos la da cita de Alfonso XI en su Libro sobre la Montería: "Et la primera vez que corrimos este monte fallamos hi diez osos, et soltamos a los seis, et morieron los cuatro".
Actualmente los quejigales y robledales de esta zona son el escondite del corzo, que junto con el ciervo y jabalí son las especies cinegéticas objeto de caza. El muflón está presente en este espacio y aunque no es autóctono, se ha aclimatado bien a estas áreas. En esta comarca, la Consejería de Agricultura y Medio Ambiente gestiona y administra diversos terrenos cinegéticos (Cotos Regionales de Caza). La caza, en estos cotos, se realiza mediante la oferta pública que al efecto realiza la Consejería para cada temporada.

### Pesca
El tipo de pesca en el embalse del Cíjara es la pesca libre. Las mejores épocas son de noviembre a febrero donde podemos conseguir muy buenos ejemplares de lucio. Y de marzo a mayo y septiembre y octubre para el black-bass (perca americana). En Cíjara está permitida la pesca con pez vivo y la utilización de tres cañas.
Las especies principales a pescar son el black-bass y el lucio, siendo las mejores épocas para pescar primavera y otoño, sobre todo esta última estación, en la cual es más fácil encontrar un alto grado de actividad en las dos especies. Entre su ictiofauna cabe destacar además la presencia de la carpa, la boga y el perca sol. Otra especie interesante es el barbo, suele dejarse ver por las orillas. El único inconveniente de este embalse es la precisión con la que debemos lanzar el anzuelo, por la cantidad de jaras sumergidas, además de tener mucha cautela debido a la claridad del agua.

### Senderismo
El Ayuntamiento de Alía abrió una oficina de senderismo el 25 de septiembre de 2006. En el municipio hay seis rutas:
- Estrecho de la Peña;
- Los Peregrinos;
- La Calera;
- La Lorera de la Trucha;
- Los Molinos;
- La Dehesa.